# Luis Martínez Noval
Luis Martínez Noval, né le 3 juillet 1948 à Piloña et mort le 30 mars 2013 à Oviedo, est un homme politique espagnol membre du Parti socialiste ouvrier espagnol (PSOE). Il est secrétaire général de la Fédération socialiste asturienne-PSOE (FSA-PSOE) entre 1988 et 2000, ministre du Travail de 1990 à 1993 et porte-parole du groupe socialiste au Congrès des députés entre 1999 et 2000.

## Biographie

### Un économiste universitaire
Il accomplit ses études secondaires à Gijón et les achève en 1965. Il s'inscrit alors à l'université d'Oviedo, où il suit un cursus de sciences économiques. Après avoir obtenu sa licence, il devient professeur de théorie économique.

### Une longue carrière de député
Lors des élections législatives anticipées du 28 octobre 1982, il se présente en deuxième place sur la liste PSOE dans les Asturies et est élu au Congrès des députés. Il siège alors à la commission de l'Économie, des Finances et du Commerce, et à la commission des Budgets ; en 1983 il est désigné premier secrétaire de la commission de l'Économie.
Élu vice-secrétaire général de la Fédération socialiste asturienne-PSOE (FSA-PSOE) lors du congrès de 1985, il est investi tête de liste pour les élections législatives anticipées du 22 juin 1986. Après le scrutin, il retourne siéger dans ses deux commissions, puis intègre la députation permanente en 1987.
Le 23 avril 1988, il est porté au poste de secrétaire général de la FSA-PSOE.
Il est de nouveau tête de liste pour les élections anticipées du 29 octobre 1989. Il continue de siéger à la députation permanente et à la commission des Budgets, tout en prenant la présidence de la commission de l'Économie.

### Un court passage au ministère du Travail
Avec la démission de Manuel Chaves, candidat au poste de président de la Junte d'Andalousie, Luis Martínez Noval devient ministre du Travail et de la Sécurité sociale le 27 avril 1990, cette nomination étant perçue favorablement par la direction du parti, ainsi que par le vice-président du gouvernement Alfonso Guerra et par le ministre de l'Économie et des Finances Carlos Solchaga, régulièrement en conflit au sujet de la politique économique du gouvernement.

### Retour au Congrès
S'il est réélu au Congrès des députés au scrutin du 6 juin 1993, il est remplacé au gouvernement par José Antonio Griñán le 13 juillet suivant. Il devient alors président de la commission de la Politique sociale et de l'Emploi, tout en retrouvant la commission de l'Économie et la commission des Budgets. Les élections du 3 mars 1996 amènent au pouvoir le Parti populaire (PP). Il continue à faire partie de la commission de l'Économie, mais abandonne celle des Budgets pour la commission de l'Agriculture et de la Pêche. Il y retourne cependant dès 1997, puis obtient en 1998 le poste de porte-parole socialiste à la commission de l'Économie.

### Porte-parole du groupe PSOE
Le 29 juin 1999, Luis Martínez Noval prend la succession de Josep Borrell comme porte-parole du groupe parlementaire socialiste. Il reste en place jusqu'à la fin de la législature.
Après les élections législatives du 12 mars 2000, remportées par le PP à la majorité absolue, la direction du PSOE démissionne et Noval, réélu dans les Asturies pour son sixième et dernier mandat, est reconduit à titre provisoire dans ses fonctions.

### Retrait de la vie politique
Avec l'élection de José Luis Rodríguez Zapatero en tant que secrétaire général du parti au mois de juillet, Jesús Caldera devient porte-parole parlementaire le 5 septembre suivant. Le mois suivant, il annonce qu'il ne cherchera pas à être réélu secrétaire général de la FSA-PSOE. Il démissionne finalement du Congrès des députés en décembre 2001, après avoir été élu au Tribunal des comptes. Il se retire alors de la vie politique.
Il meurt le 30 mars 2013, à l'âge de 64 ans, des suites d'une fracture du crâne provoquée par une chute sur la voie publique, juste devant sa maison à Oviedo.